# أندريه آيو
أندري مورغان رامي آيو (بالفرنسية: André Morgan Rami Ayew)، (مواليد 17 ديسمبر 1989 في سيكلين، فرنسا)، هو لاعب كرة قدم غاني يلعب في مركز الجناح.
بدأ مسيرته الكروية مع نادي مارسيليا الفرنسي في عام 2007، وفي صيف 2015 إنتقل إلى نادي سوانزي سيتي بعقد يمتد لأربع أعوام.
احرز بطولة كأس العالم للشاب بالقاهرة
و هو يلعب مع منتخب غانا لكرة القدم منذ عام 2007. شارك مع منتخب غانا في بطولة أمم أفريقيا وهو صاحب هدف تأهل منتخب غانا للدور ربع النهائي في بطولة أمم أفريقيا 2010 بأنجولا.

## الحياة الأسرية
هو نجل أسطورة الكرة الغانية عبيدي بيليه، وهو الأخ الأصغر لإبراهيم آيو لاعب نادي الزمالك وزميله في المنتخب.

## روابط خارجية
- أندريه آيو على موقع الاتحاد الدولي (مؤرشف)  (الإنجليزية)
- أندريه آيو على موقع اتحاد تركيا (لاعب) (الإنجليزية)
- أندريه آيو على موقع رابطة كرة القدم الفرنسية للمحترفين (الإنجليزية)
- أندريه آيو على موقع إي إس بي إن إف سي (الإنجليزية)
- أندريه آيو على موقع قاعدة بيانات كرة القدم.إي يو (الإنجليزية)
- أندريه آيو على موقع ليكيب (الفرنسية)
- أندريه آيو على موقع ناشيونال فوتبول تيمز (الإنجليزية)
- أندريه آيو على موقع Soccerbase.com (لاعب) (الإنجليزية)
- أندريه آيو على موقع Soccerway.com (الإنجليزية)
- أندريه آيو على موقع عالم كرة القدم.نت (الإنجليزية)